# 村野山人

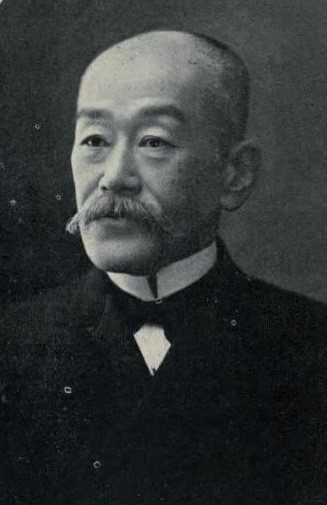
村野山人

村野 山人（むらの さんじん、1848年8月6日（嘉永元年7月8日）- 1921年（大正10年）1月13日）は、幕末の薩摩藩士、明治から大正期の鉄道実業家・政治家。衆議院議員、兵庫県神戸区長、第三代及び第五代神戸商業会議所会頭。幼名・喜平次、喜平太。のちに山人と改名した。

## 経歴
薩摩国鹿児島郡鹿児島城下山下町城山岩崎谷（現鹿児島県鹿児島市城山町岩崎谷）で、薩摩藩士・村野伝之丞、肝付文子の三男として生まれた。父は島津斉彬の奥小姓役を務めたが、高崎崩れに連座し徳之島遠島となった。1855年（安政2年）父は赦免されたが帰藩の舟中で死去し、家財没収となり幼少時には悲惨な生活を送った。のち父の嫌疑が晴れ、島津忠義の近習小姓、近習番役を務めた。1861年（文久元年8月）亡兄の跡を継ぎ家督を相続した。
明治維新後、鹿児島の学制改革に係わり、鹿児島第三学校で二等教授役を務めた。1872年（明治5年）山田為暄らと上京して邏卒（警察官）となった。1874年（明治7年）台湾出兵に志願兵として従軍。1875年（明治8年）東京に戻った。1876年（明治9年）飾磨県五等警部に任官。同年8月、飾磨県が兵庫県に編入され兵庫県庁に移り、神戸区長兼八部郡長、兵庫県書記官を務め、1886年（明治19年）に退官した。
兵庫県庁時代に神戸－姫路間の鉄道敷設を計画していたが、その実現に取り組む。山陽鉄道が設立されると副社長に就任。1891年（明治24年）8月、中上川彦次郎社長が辞任し、1892年（明治25年）5月に松本重太郎が社長に就任するまで村野が経営の指揮を執った。1893年（明治26年）山陽鉄道を退職し、その後、1894年（明治27年）豊州鉄道総支配人、1896年（明治29年）阪鶴鉄道発起人となった。その他、門司鉄道、九州鉄道、南海鉄道、豊川鉄道、京阪電気鉄道、神戸電気鉄道などの経営に参画している。また、神戸商法会議所（現神戸商工会議所）の創立委員を務め、特別議員となり、さらに同会頭に1887年（明治20年）から1892年（明治25年）まで在任した。
1892年2月、第2回衆議院議員総選挙（兵庫県第1区）で当選し、次の第3回総選挙でも再選され、最後は中立倶楽部に所属して衆議院議員に連続2期在任した。この間、最初の鉄道会議議員を務めた。
晩年は｢ごく普通の家庭の少年に実務の知識・技能を教え、公共に貢献できるように｣と私財を投じて、村野徒弟学校（神戸村野工業高等学校を経て、現彩星工科高等学校）の設立に取り組んだ。また、乃木神社（京都市伏見区）の創建に尽力した。
1875年、台湾マラリア熱に感染し、1920年（大正9年）末に再発して、1921年1月、神戸須磨の自宅で死去した。

## 国政選挙歴
- 第1回衆議院議員総選挙（兵庫県第1区、1890年7月、無所属）次点落選[9]
- 第2回衆議院議員総選挙（兵庫県第1区、1892年2月、近畿倶楽部）当選[9]
- 第3回衆議院議員総選挙（兵庫県第2区、1894年3月、無所属）当選[9]
- 第4回衆議院議員総選挙（兵庫県第2区、1894年9月、無所属）次点落選[12]